# Aase Nordmo Løvberg

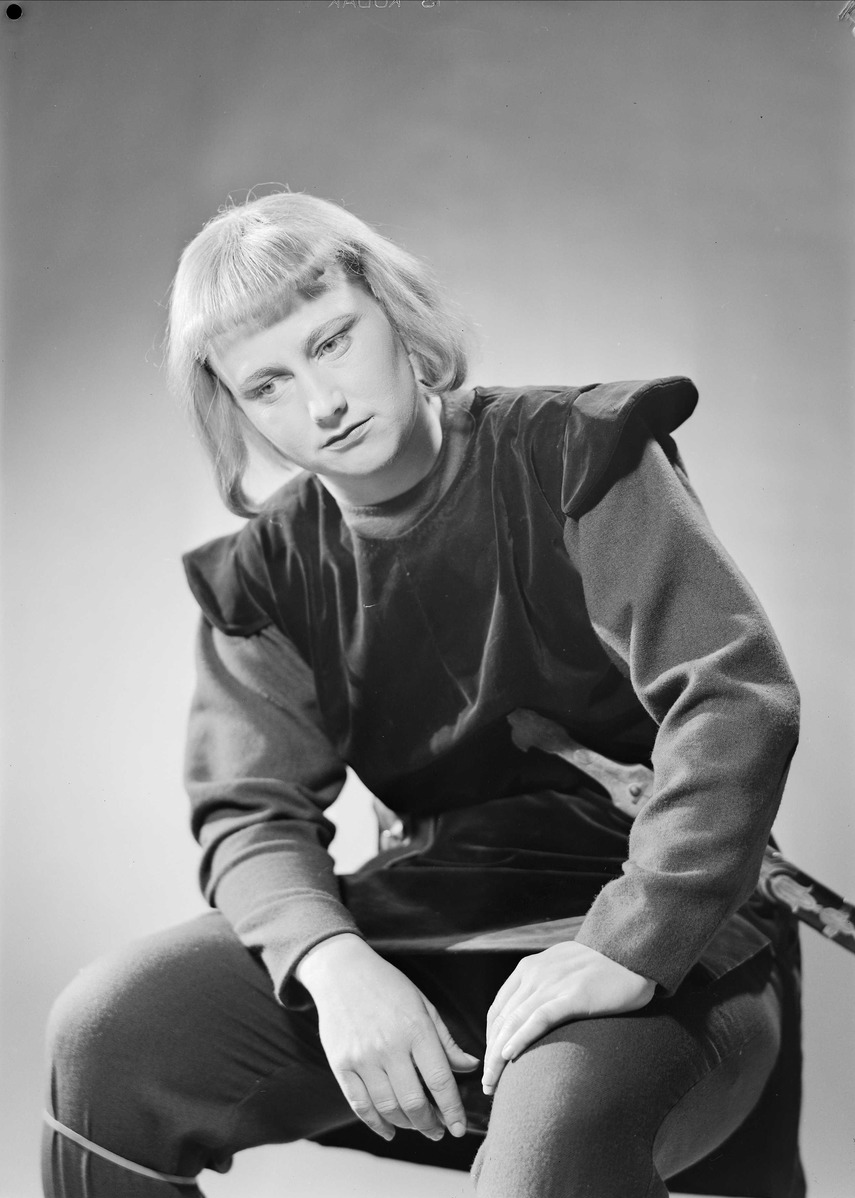
Aase Nordmo Løvberg (1952)

Aase Nordmo Løvberg (* 10. Juni 1923 in Målselv; † 25. Januar 2013 in Lillehammer), im deutschen Sprachraum bekannt als Aase Nordmo-Lövberg, war eine norwegische Opernsängerin im Stimmfach Sopran.

## Leben
Nordmo-Lövberg wurde in der norwegischen Kleinstadt Målselv bei Narvik in der Provinz Troms geboren. Sie sang bereits als Kind im Kirchenchor und trat bei Kirchenkonzerten als Solistin auf. Sie absolvierte eine Gesangsausbildung bei Hjaldis Ingebjart in Oslo. 1948 gab sie ihr Debüt als Konzertsängerin bei einem Universitätskonzert. 1951 debütierte sie als Opernsängerin auf der Bühne am Opernhaus Oslo; sie sang die Rolle der Imogen in der Uraufführung der Oper Cymbeline von Arne Eggen. 1952 gastierte sie am Konserthuset in Stockholm. Daraufhin wurde sie 1953 an die Königliche Oper Stockholm verpflichtet. Ihre Antrittsrolle war Elisabeth in Richard Wagners Oper Tannhäuser. Sie war dort bis 1970 festes Ensemblemitglied.
Nordmo-Lövberg sang auf der Bühne hauptsächlich Rollen des jugendlich-dramatischen Sopranfachs. Sie galt als bedeutende Wagner-Sängerin. An der Königlichen Oper Stockholm trat sie, neben zahlreichen Wagner-Partien, unter anderem als Donna Anna in Don Giovanni, in der Titelrolle der Oper Aida, als Amelia in Un ballo in maschera, Desdemona in Otello, Elisabeth von Valois in Don Carlos, Micaëla in Carmen, als Titelheldin Floria Tosca in Tosca und als Marschallin in der Oper Der Rosenkavalier auf.
Zwischen 1957 und 1965 gastierte sie regelmäßig an der Wiener Staatsoper. Im April 1957 debütierte sie dort unter der musikalischen Leitung von Herbert von Karajan als Sieglinde in Wagners Die Walküre. Karajan hatte Nordmo-Lövberg eigens für diese Rolle nach Wien verpflichtet. Sie sang an der Wiener Staatsoper neben der Rolle der Sieglinde (1957–1965) noch Elisabeth in Tannhäuser (1957/1958), Amelia in Un ballo in maschera (1960) und Leonore in Fidelio (1958; 1960).
1959 debütierte sie an der Metropolitan Opera in New York City mit der Rolle der Elsa in Wagners Oper Lohengrin. Sie trat dort bis 1961 außerdem noch als Eva in Die Meistersinger von Nürnberg, als Sieglinde und als Leonore auf. 1960 sang sie bei den Bayreuther Festspielen, sie trat dort als Elsa, Sieglinde und als Dritte Norn in Wagners Götterdämmerung auf.
Weiters gastierte sie am Opernhaus Oslo (ab 1960; dort 1970 nochmals als Senta in Der Fliegende Holländer), am Großen Theater (Stora Teatern) in Göteborg (1963 als Elisabeth in Tannhäuser; 1967 als Tosca), an der Königlichen Oper Kopenhagen (1963/1964 als Leonore in Fidelio), am Opernhaus in Cagliari (1965, als Elisabeth in Tannhäuser). Sie sang an der Covent Garden Opera, an der Mailänder Scala, am Opernhaus Rom sowie in Hamburg und München.
Neben ihrer Karriere als Opernsängerin war Nordmo-Lövberg umfangreich als Konzertsängerin tätig. Sie gab Konzerte in Philadelphia und unternahm mit dem Philadelphia Symphony Orchestra eine Konzert-Tournee durch die Vereinigten Staaten.
1970 gab sie ihre Gesangskarriere auf und unterrichtete als Musikpädagogin und Gesangslehrerin in Oslo. Ab 1973 war sie Professorin für Gesang an der Musikhochschule Oslo (Da Norges musikkhøgskole NMH). Von 1978 bis 1981 war sie Intendantin des Opernhauses Oslo.
Nordmo-Lövberg wurde für ihre künstlerischen Verdienste mehrfach ausgezeichnet und geehrt. Sie war Ritter und Kommandeur des Sankt-Olav-Ordens 1. Klasse. Sie erhielt den schwedischen Nordstern-Orden (Kungliga Nordstjärneorden) und zahlreiche weitere Ehrungen.
Nordmo-Lövberg starb im Alter von 89 Jahren in ihrem langjährigen Wohnort Lillehammer.

## Tondokumente
Schallplattenaufnahmen mit Nordmo-Lövberg liegen nur relativ wenige vor. Bei Columbia wurde ein Recital mit ihr veröffentlicht. Für EMI wirkte sie 1957, unter der musikalischen Leitung von Otto Klemperer, neben Christa Ludwig, Waldemar Kmentt und Hans Hotter an einer Schallplattenaufnahme von Ludwig van Beethovens 9. Sinfonie mit.
Es existieren jedoch Live-Mitschnitte von Opernaufführungen und Rundfunkaufnahmen. Zahlreiche Aufführungen, insbesondere von den Bayreuther Festspielen. Ihre Auftritte als Elsa (Lohengrin) und als Sieglinde (Die Walküre), jeweils von 1960, sind auf diese Weise für die Nachwelt dokumentiert. Mittlerweile sind diese Aufführungen, oft unter diversen verschiedenen Schallplattenlabels, auch auf CD veröffentlicht worden.